# Highland Football League
Die Highland Football League ist neben der Lowland Football League eine der zwei fünftklassigen Ligen im schottischen Fußball. Die 1893 gegründete Liga trägt derzeit den Sponsorennamen Breedon Highland Football League. In ihr spielen Klubs aus den Highlands sowie den Regionen Moray und Aberdeenshire.

## Position im schottischen Liga-System
Die Highland Football League setzt sich aus Mannschaften mit halbprofessionellen Spielern zusammen. Bis zur Saison 2013/14 gab es keine reguläre Aufstiegsmöglichkeit in die Spielklassen der Scottish Football League. Seit der Saison 2014/15 wird jedoch zum Saisonabschluss eine zweistufige Relegationsrunde durchgeführt. In der ersten Runde spielen die Ersten der Highland Football League und der Lowland Football League gegeneinander. In der zweiten Runde wird zwischen dem Gewinner dieser Qualifikation und dem Letzten der Scottish League Two ein Aufsteiger bzw. Absteiger ermittelt.

## Mitgliedsvereine (Saison 2025/26)
18 Klubs sind Mitglied der Highland Football League. Die Meisterschaft wird mit Hin- und Rückspiel ausgetragen. Jeder Klub absolviert somit 34 Liga-Spiele pro Saison. 
- Banks O’ Dee
- Brechin City
- Brora Rangers
- Buckie Thistle
- Clachnacuddin FC
- FC Deveronvale
- Formartine United
- Forres Mechanics
- FC Fraserburgh
- FC Huntly
- Inverurie Loco Works
- FC Keith
- FC Lossiemouth
- Nairn County
- FC Rothes
- Strathspey Thistle
- Turriff United
- Wick Academy

## Meister seit Gründung
| Saison  | Meister                  |                          |
| ------- | ------------------------ | ------------------------ |
| 1893/94 | Inverness Thistle        |                          |
| 1894/95 | Clachnacuddin FC         |                          |
| 1895/96 | FC Caledonian            |                          |
| 1896/97 | FC Clachnacuddin         |                          |
| 1897/98 | FC Clachnacuddin         |                          |
| 1898/99 | FC Caledonian            |                          |
| 1899/00 | FC Caledonian            |                          |
| 1900/01 | FC Clachnacuddin         |                          |
| 1901/02 | FC Caledonian            |                          |
| 1902/03 | FC Clachnacuddin         |                          |
| 1903/04 | FC Clachnacuddin         |                          |
| 1904/05 | FC Clachnacuddin         |                          |
| 1905/06 | FC Clachnacuddin         |                          |
| 1906/07 | Inverness Thistle        |                          |
| 1907/08 | FC Clachnacuddin         |                          |
| 1908/09 | FC Inverness Citadel     |                          |
| 1909/10 | Inverness Thistle        |                          |
| 1910/11 | FC Caledonian            |                          |
| 1911/12 | FC Clachnacuddin         |                          |
| 1912/13 | FC Aberdeen 'A'          |                          |
| 1913/14 | FC Caledonian            |                          |
| 1914/15 | Spielbetrieb angebrochen | Spielbetrieb angebrochen |
| 1919/20 | Buckie Thistle           |                          |
| 1920–21 | FC Clachnacuddin         |                          |
| 1921/22 | FC Clachnacuddin         |                          |
| 1922/23 | FC Clachnacuddin         |                          |
| 1923/24 | FC Clachnacuddin         |                          |
| 1924/25 | FC Aberdeen 'A'          |                          |
| 1925/26 | FC Caledonian            |                          |
| 1926/27 | Buckie Thistle           |                          |
| 1927/28 | Buckie Thistle           |                          |
| 1928/29 | Inverness Thistle        |                          |
| 1929/30 | FC Huntly                |                          |
| 1930/31 | FC Caledonian            |                          |
| 1931/32 | Elgin City               |                          |
| 1932/33 | FC Fraserburgh           |                          |
| 1933/34 | Buckie Thistle           |                          |
| 1934/35 | Elgin City               |                          |
| 1935/36 | Inverness Thistle        |                          |
| 1936/37 | Buckie Thistle           |                          |
| 1937/38 | FC Fraserburgh           |                          |
| 1938/39 | FC Clachnacuddin         |                          |
| 1939/40 | Spielbetrieb abgebrochen | Spielbetrieb abgebrochen |

| Saison  | Meister                  |                          |
| ------- | ------------------------ | ------------------------ |
| 1946/47 | FC Peterhead             |                          |
| 1947/48 | FC Clachnacuddin         |                          |
| 1948/49 | FC Peterhead             |                          |
| 1949/50 | FC Peterhead             |                          |
| 1950/51 | FC Caledonian            |                          |
| 1951/52 | FC Caledonian            |                          |
| 1952/53 | Elgin City               |                          |
| 1953/54 | Buckie Thistle           |                          |
| 1954/55 | Spielbetrieb abgebrochen | Spielbetrieb abgebrochen |
| 1955/56 | Elgin City               |                          |
| 1956/57 | Buckie Thistle           |                          |
| 1957/58 | Buckie Thistle           |                          |
| 1958/59 | FC Rothes                |                          |
| 1959/60 | Elgin City               |                          |
| 1960/61 | Elgin City               |                          |
| 1961/62 | FC Keith                 |                          |
| 1962/63 | Elgin City               |                          |
| 1963/64 | FC Caledonian            |                          |
| 1964/65 | Elgin City               |                          |
| 1965/66 | Elgin City               |                          |
| 1966/67 | Ross County              |                          |
| 1967/68 | Elgin City               |                          |
| 1968/69 | Elgin City               |                          |
| 1969/70 | Elgin City               |                          |
| 1970/71 | FC Caledonian            |                          |
| 1971/72 | Inverness Thistle        |                          |
| 1972/73 | Inverness Thistle        |                          |
| 1973/74 | Elgin City               |                          |
| 1974/75 | FC Clachnacuddin         |                          |
| 1975/76 | Nairn County             |                          |
| 1976/77 | FC Caledonian            |                          |
| 1977/78 | FC Caledonian            |                          |
| 1978/79 | FC Keith                 |                          |
| 1979/80 | FC Keith                 |                          |
| 1980/81 | FC Keith                 |                          |
| 1981/82 | FC Caledonian            |                          |
| 1982/83 | FC Caledonian            |                          |
| 1983/84 | FC Caledonian            |                          |
| 1984/85 | FC Keith                 |                          |
| 1985/86 | Forres Mechanics         |                          |
| 1986/87 | Inverness Thistle        |                          |
| 1987/88 | FC Caledonian            |                          |
| 1988/89 | FC Peterhead             |                          |

| Saison    | Meister                |                        |
| --------- | ---------------------- | ---------------------- |
| 1989/90   | Elgin City             |                        |
| 1990/91   | Ross County            |                        |
| 1991/92   | Ross County            |                        |
| 1992/93   | kein Meister ermittelt | kein Meister ermittelt |
| 1993/94   | FC Huntly              |                        |
| 1994/95   | FC Huntly              |                        |
| 1995/96   | FC Huntly              |                        |
| 1996/97   | FC Huntly              |                        |
| 1997/98   | FC Huntly              |                        |
| 1998/99   | FC Peterhead           |                        |
| 1999/2000 | FC Keith               |                        |
| 2000/01   | Cove Rangers           |                        |
| 2001/02   | FC Fraserburgh         |                        |
| 2002/03   | FC Deveronvale         |                        |
| 2003/04   | FC Clachnacuddin       |                        |
| 2004/05   | FC Huntly              |                        |
| 2005/06   | FC Deveronvale         |                        |
| 2006/07   | FC Keith               |                        |
| 2007/08   | Cove Rangers           |                        |
| 2008/09   | Cove Rangers           |                        |
| 2009/10   | Buckie Thistle         |                        |
| 2010/11   | Buckie Thistle         |                        |
| 2011/12   | Forres Mechanics       |                        |
| 2012/13   | Cove Rangers           |                        |
| 2013/14   | Brora Rangers          |                        |
| 2014/15   | Brora Rangers          |                        |
| 2015/16   | Cove Rangers           |                        |
| 2016/17   | Buckie Thistle         |                        |
| 2017/18   | Cove Rangers           |                        |
| 2018/19   | Cove Rangers*          |                        |
| 2019/20   | Brora Rangers          |                        |
| 2020/21   | Brora Rangers          |                        |
| 2021/22   | FC Fraserburgh         |                        |
| 2022/23   | Brechin City           |                        |
| 2023/24   | Buckie Thistle         |                        |
| 2024/25   | Brora Rangers          |                        |

*Aufsteiger in die Scottish League Two

## Sortiert nach Anzahl der Meisterschaften
| Rang | Verein                 | Meisterschaften |
| ---- | ---------------------- | --------------- |
| 1    | FC Caledonian          | 18              |
| 1    | Clachnacuddin FC       | 18              |
| 3    | Elgin City             | 14              |
| 4    | Buckie Thistle         | 12              |
| 5    | FC Inverness Thistle   | 8               |
| 6    | Cove Rangers           | 7               |
| 6    | FC Keith               | 7               |
| 6    | FC Huntly              | 7               |
| 9    | FC Peterhead           | 5               |
| 10   | Brora Rangers          | 4               |
| 10   | FC Fraserburgh         | 4               |
| 12   | Ross County            | 3               |
| 13   | FC Deveronvale         | 2               |
| 13   | FC Aberdeen (Amateure) | 2               |
| 13   | Forres Mechanics       | 2               |
| 16   | Brechin City           | 1               |
| 16   | Nairn County           | 1               |
| 16   | FC Inverness Citadel   | 1               |
| 16   | FC Rothes              | 1               |

## Frühere Mitgliedsvereine, die inzwischen in einer Profi-Liga spielen
Bis einschließlich zur Saison 2013/14 war der Wechsel in Profi-Ligen nur durch Nominierungen möglich. Seit der Saison 2014/15 hat der Meister der Liga die Möglichkeit, über Relegationsspiele in die Scottish League Two aufzusteigen.
- Inverness Caledonian Thistle entstand 1994 aus der Fusion des FC Caledonian und FC Inverness Thistle, die beide Mitglieder und mehrfache Meister der Highland Football League gewesen waren, und übernahm im selben Jahr einen vakanten Platz in der untersten Profi-Liga.
- Ross County besetzte ebenfalls 1994 einen vakanten Platz in der untersten Profi-Liga.
- Elgin City wurde im Jahr 2000 in die Scottish Football League aufgenommen, die aufgestockt wurde.
- Der FC Peterhead wurde im Jahr 2000 in die Scottish Football League aufgenommen, die aufgestockt wurde.
- Die Cove Rangers setzten sich 2019 in den Relegationsspielen gegen den FC East Kilbride (Meister der Lowland Football League) und die Berwick Rangers (Letztplatzierte der Scottish League Two) durch und schafften somit als erste Mannschaft der Highland League den sportlichen Aufstieg in die Scottish Professional Football League.